# Celine Karich
Celine Karich (* 1. Juni 1999) ist eine ehemalige deutsche Fußballspielerin. Sie spielte für den 1. FFC Frankfurt und für Eintracht Frankfurt in der 1. und 2. Bundesliga.

## Karriere
Karich begann für den in Griesheim ansässigen SV St. Stephan 1953 Griesheim mit dem Fußballspielen. Als Juniorin spielte sie in der Saison 2014/15 für Eintracht Frankfurt und in der Saison 2015/16 für den 1. FFC Frankfurt jeweils mit der U17-Nachwuchsmannschaft in der Staffel Süd der B-Juniorinnen-Bundesliga. Ab 2016 wurde sie beim FFC auch bei den Seniorinnen eingesetzt, spielte jedoch vorwiegend für die zweite Mannschaft in der 2. Bundesliga. Ihren einzigen Bundesligaeinsatz hatte sie am 30. Oktober 2016 im torlosen Auswärtsspiel gegen den VfL Wolfsburg mit Einwechslung in der 90. Minute für Yūki Nagasato. Nach der Fusion des FFC mit Eintracht Frankfurt im Sommer 2020 hatte sie in der Saison 2020/21 zwei weitere Einsätze in der 2. Bundesliga für die Eintracht und spielte außerdem bis Sommer 2022 für die dritte Mannschaft in der drittklassigen Regionalliga Süd. Seither ist sie vereinslos.
Für die U18-Auswahlmannschaft des Hessischen Fußballverbandes nahm sie vom 1. bis zum 4. Oktober 2018 am Turnier um den DFB-Länderpokal an der Sportschule Wedau in Duisburg teil und kam in vier Spielen zum Einsatz.